# 桶烯
桶烯（Barrelene）是一个双环烯烃类有机化合物。其化学式为C8H8，系统命名为双环[2.2.2]-2,5,7-辛三烯。桶烯因含有三个互相平行的双键，外观如三个乙烯分子箍成的桶状而得名。
首次被化学家H. E. Zimmerman于1960年用苯和乙炔，通过狄尔斯-阿尔德反应合成。其化学性质类似其他多烯烃。

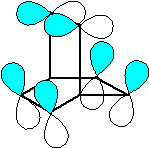
桶烯的6个p軌域示意图

计算化学界对桶烯做了深入研究。它含有6个环状排列但不平面重叠的p軌域原子轨道，其所构成的3个π键電子雲必须有一对处于反符号重叠的状态，类似莫比乌斯带的结构。此被称为莫比乌斯芳香性。

## 另見
- 名称独特的化学物质列表